# Turbolinux
Turbolinux fue una distribución Linux, enfocada a los usuarios y empresas en Asia fundada en 1992.

Esta distribución fue la pionera en el tema de distribución de Linux dedicadas a servidores.
En 2002 Turbolinux se unió al consorcio United Linux.